# Majówka (województwo łódzkie)
Majówka – wieś w Polsce położona w województwie łódzkim, w powiecie pabianickim, w gminie Pabianice. Wieś jest częścią składową sołectwa Konin. Jest to typowa wieś letniskowa. Buduje się tam bardzo dużo całorocznych domów letniskowych. W roku 2008 w Majówce odbyły się sobótki, na które przyjechali mieszkańcy okolicznych miejscowości a także Przedstawiciele gminy Pabianice.
Prywatna wieś duchowna Malówka położona była w drugiej połowie XVI wieku w powiecie szadkowskim województwa sieradzkiego, własność krakowskiej kapituły katedralnej. W latach 1975–1998 miejscowość administracyjnie należała do ówczesnego województwa łódzkiego.